# Lo Peu de l'Obaga
Lo Peu de l'Obaga és un paratge del terme municipal de Conca de Dalt, a l'antic terme d'Hortoneda de la Conca, al Pallars Jussà, en terres dels Masos de la Coma.
Es troba al vessant de migdia de la Coma d'Orient, al sud de la Borda de Savoia i del Pletiu de Rocavolter, al nord i a sota de l'obaga de la Coma.